# Bodmin Parkway
Bodmin Parkway – stacja kolejowa w Wielkiej Brytanii, w Anglii, w Kornwalii, położona na przedmieściach Bodmin.
Stacja leży na linii kolejowej Cornish Main Line Plymouth - Penzance. Jest stacją początkową dla turystycznej kolei parowej do centrum Bodmin.

## Ruch pasażerski
Stacja w Bodmin obsługuje ok. 230 370 pasażerów rocznie (dane za okres od kwietnia 2021 do marca 2022). Stacja posiada bezpośrednie połączenia z Exeter St Davids, Bristolem, Londynem, Leeds, Glasgow, Plymouth, Penzance.

## Obsługa pasażerów
Kasy biletowe, bufet, przystanek autobusowy, postój taksówek.